# Guido Guerrini (pilota automobilistico)
Guido Guerrini (Arezzo, 12 gennaio 1976) è un pilota di rally, copilota di rally e viaggiatore italiano naturalizzato russo, nel 2016 e nel 2017 Campione del Mondo navigatori della FIA E-Rally Regularity Cup, nella quale ha inoltre conseguito nove secondi posti.
Dal 2025 gareggia con licenza sportiva sammarinese.

## Carriera sportiva

### I primi anni con la Scuderia Imega
Esordisce nel Campionato del Mondo FIA Energie Alternative per veicoli ibridi ed endotermici nel 2009 e con il co-pilota Andrea Gnaldi Coleschi, sulla Fiat Marea della Scuderia Imega di Sansepolcro, centra subito la vittoria nella graduatoria di regolarità dell'Ecorally San Marino - Vaticano.
Nel 2010, con il navigatore Emanuele Calchetti vince la classifica di regolarità nelle gare su circuito a Monza (su Citroën C1) e Franciacorta (su Citroën C5), concludendo al quinto posto il mondiale vinto da Raymond Durand e al terzo il Campionato italiano vinto da Vincenzo Di Bella.
Nel 2011, su Alfa Romeo Mito, è vicecampione del mondo alle spalle di Massimo Liverani, ottenendo il secondo posto nel Clean Week 2020 Trophy di Zolder con il navigatore Leonardo Burchini e nell'Ecorally San Marino - Vaticano con Emanuele Calchetti, e il terzo posto nell'Hi-Tech Ecomobility Rally di Atene, ancora con Calchetti, e nella EcoTarga Florio, con Gnaldi Coleschi. Nella stessa stagione chiude al secondo posto il Campionato italiano, sempre alle spalle di Liverani e davanti a Roberto Viganò.
Nel 2012, ancora sulla Alfa Romeo Mito della Scuderia Imega, bissa la piazza d'onore nel Campionato italiano e nel Campionato del Mondo dopo aver vinto l'Hi-Tech Ecomobility Rally e aver ottenuto il secondo posto al Rallye Vert Montréal e al Tesla Rally di Belgrado (in coppia con Emanuele Calchetti), e il terzo posto, con Leonardo Burchini, all'Ecorally della Mendola e al Sestrière Ecorally. Grazie ai punti raccolti con Guerrini, il copilota Emanuele Calchetti vince la Coppa del Mondo Energie Alternative, permettendo alla Scuderia Imega di conquistare il primo alloro mondiale.
Nel 2013 Guerrini è di nuovo vicecampione mondiale ottenendo tre secondi posti (al Tesla Rally con Francesca Olivoni, al Rally Eco Bulgaria con Isabelle Barciulli e all'Hi-Tech Ecomobility Rally con Emanuele Calchetti) e un terzo posto (all'Ecorally della Mendola con Francesca Olivoni). Chiude al secondo posto anche il campionato italiano, vincendo con Fulvio Ciervo il Trofeo Rolando D'Amore di Avellino.
Anche nella stagione successiva, l'ultima con la Scuderia Imega, Guido Guerrini, in coppia con Isabelle Barciulli, si piazza alle spalle di Massimo Liverani, conquistando il secondo posto all'Ecorally della Mendola, al Rally Eco Bulgaria e all'Hi-Tech Ecomobility Rally di Atene e il terzo gradino del podio al Tesla Rally. Chiude invece il campionato italiano al terzo posto dietro Liverani e Roberto Viganò. La copilota Isabelle Barciulli vince la Coppa del Mondo di categoria, diventando la prima donna a vincere una competizione mondiale dedicata alle energie alternative.

### Il passaggio all'Ecomotori Racing Team e il primo titolo mondiale
Dopo sei stagioni con la Scuderia Imega, quattro titoli di vicecampione del mondo e due titoli mondiali vinti dai propri copiloti, Guerrini viene ingaggiato dall'Ecomotori Racing Team orfano del plurititolato Massimo Liverani. Il nuovo progetto vede Guerrini partecipare al campionato mondiale e a quello italiano del 2015 in qualità di co-pilota in coppia con Nicola Ventura su Abarth 500 alimentata a metano e bioetanolo. All'esordio iridato il team italiano vince l'Eco Snow Trophy di Fiera di Primiero e alla seconda gara si ripete aggiudicandosi il prestigioso Rally di Montecarlo. Guerrini chiude la stagione al secondo posto in classifica generale alle spalle del francese Thierry Benchetrit, mentre si aggiudica il campionato italiano ex aequo con Valeria Strada.
La stagione 2016 vede la coppia Ventura-Guerrini passare alla categoria dedicata alle auto puramente elettriche, a bordo di una Renault Zoe. Dopo l'assenza al via dell'Ecorally Vasco-Navarro, l’Ecomotori Racing Team domina le restanti tre prove valide per la Coppa del Mondo FIA (Rallye Český Krumlov, Ecorally della Mendola e Rally di Grecia), permettendo a Guido Guerrini di aggiudicarsi la Coppa del Mondo nella categoria copiloti. Nella stessa stagione Guerrini partecipa come pilota, in coppia con Francesca Olivoni su 500 Abarth a gpl di Ecomotori Racing Team, all'Ecorally San Marino - Montecarlo della categoria ibridi ed endotermici, ottendendo la vittoria finale e il terzo posto nella graduatoria generale del Campionato Italiano CSAI.

### Il secondo titolo mondiale nella turbolenta stagione 2017
Nel 2017 Guerrini ha confermato il titolo mondiale copiloti nella nuova FIA E-Rally Regularity Cup a categoria unica, vincendo l'Eco Rally Sanremo e quello di San Marino in coppia con Nicola Ventura e il Rallye Český Krumlov con il polacco Artur Prusak. Per il pilota toscano anche un secondo posto al Rally Eco Bulgaria con il pilota Svetoslav Dojčinov. La stagione 2017 ha visto il copilota toscano affrontare alcune gare con la storica scuderia lombarda, nel frattempo ribattezzata Estra Ecomotori Racing Team, e altre con il Vivi Altotevere Eco Team, esperienza automobilistico-sportiva nata in seno al gruppo sportivo Vivi Altotevere operante in numerose discipline sportive e frutto della passione per lo sport da parte di alcuni imprenditori della città di Sansepolcro. Guerrini è riuscito a primeggiare nella FIA E-Rally Regularity Cup correndo con due scuderie, quattro piloti e quattro auto differenti, nonostante un incidente stradale avuto nel Rally Vasco-Navarro.
Nella stagione 2018, a causa della lunga assenza dalle competizioni dovuta al progetto Torino-Pechino 2018, Guerrini ha partecipato solamente a tre gare. Assieme al pilota Nicola Ventura è riuscito a vincere la prima gara del nuovo Campionato Italiano nell'Italia's Green Marathon di Cervesina, mentre con Artur Prusak è giunto secondo nella gara mondiale di Český Krumlov e nono nel Portugal Eco Rally. I punti raccolti nella gara italiana e nelle due mondiali hanno permesso a Guerrini di arrivare terzo nel campionato nazionale e undicesimo in quello mondiale.

### La stagione 2019 con Audi Team Autotest Motorsport

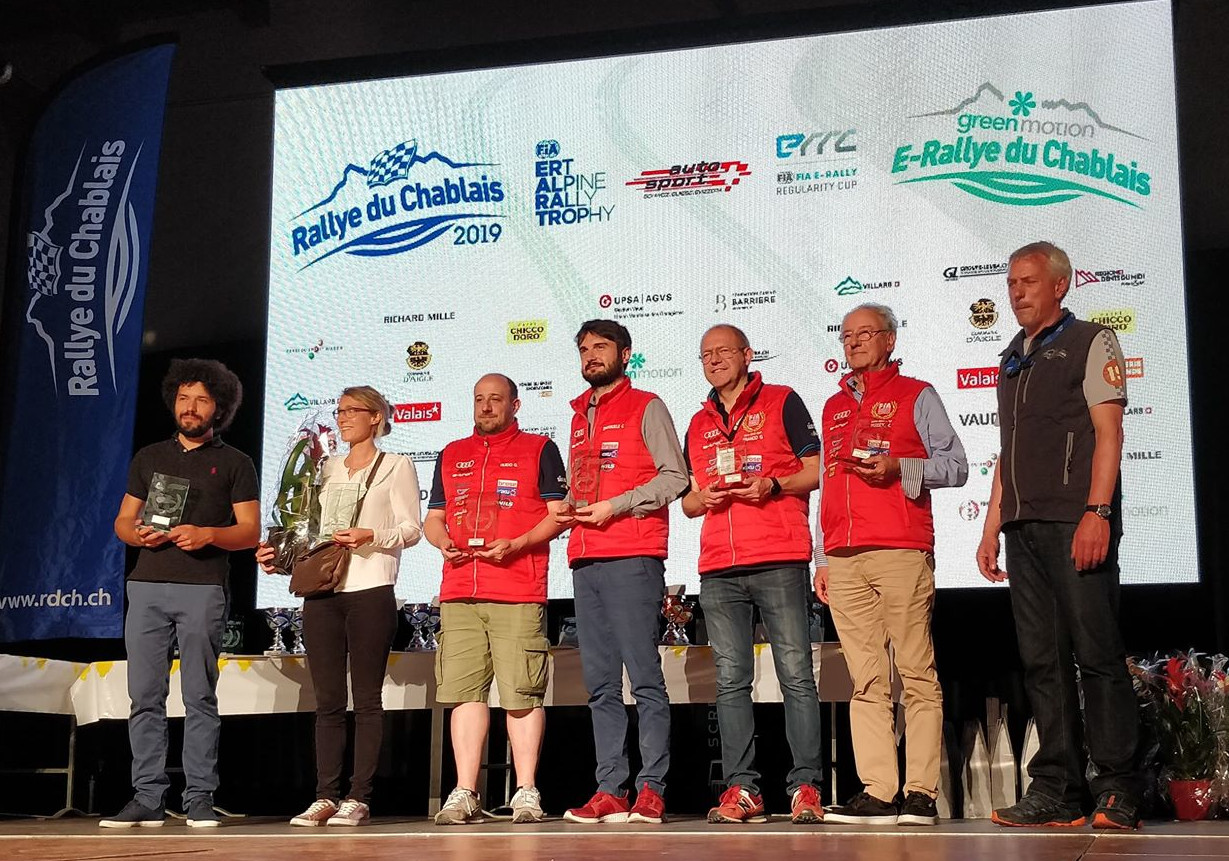
Guerrini sul podio dell'E-Rallye du Chablais

Nella stagione 2019 è tornato al ruolo di pilota ingaggiato da Audi Team Autotest Motorsport per la partecipazione alla FIA E-Rally Regularity Cup su Audi e-tron in coppia con il copilota Emanuele Calchetti. La coppia toscana ha vinto il titolo mondiale costruttori con Audi e ha chiuso al terzo posto la classifica generale riservata a piloti e copiloti, ottenendo una vittoria all'E-Rallye du Chablais, tre secondi posti (Czech New Energies Rallye, Rally Poland New Energies e Eco Rallye de la Comunitat Valenciana) e tre terzi posti (Eco Energy Rally Bohemia, eRally Iceland e Mahle Eco Rally).
In coppia con Francesca Olivoni ha inoltre partecipato alla gara inaugurale del Campionato italiano energie alternative su SEAT León a Biometano della scuderia Piccini Paolo Spa - Etruria Racing, centrando il secondo posto all'Ecogreen di Como.

### L'annata 2020 condizionata dalla COVID-19
La stagione 2020 doveva vedere il prosieguo dell'impegno con il Team Autotest Motorsport nella FIA E-Rally Regularity Cup con Piccini Paolo e Scuderia Etruria Racing nel Campionato Italiano Energie Alternative. La pandemia di COVID-19 ha però sconvolto i calendari e in seguito anche l'impegno sportivo della realtà altoatesina. Guido Guerrini e Francesca Olivoni hanno dunque preso parte alla competizione iridata come portacolori del team "Io vivo in Toscana", cogliendo un inaspettato terzo posto nell'eRally Iceland. Tra il mese di settembre e quello di ottobre Guerrini si è ammalato di COVID-19, con la conseguente perdita della possibilità di lottare per il titolo mondiale FIA e per il campionato italiano Aci-Sport. Tornato alle gare è riuscito a vincere con Francesca Olivoni la graduatoria di regolarità dell'Eco Rallye de la Comunitat Valenciana, salendo ancora una volta sul podio della combinata FIA. Grazie a questo ulteriore piazzamento si è laureato vicecampione del mondo 2020 tra i piloti. Assieme al copilota Emanuele Calchetti e a bordo di una Volkswagen Golf a biometano ha invece colto due vittorie (gara 1 e gara 2) al Valtellina EcoGreen di Sondrio, aiutando i compagni di squadra Chet Martino e Francesca Olivoni a laurearsi campioni italiani di specialità.

### Dal 2021 con Team Autotest Motorsport
La stagione 2021 lo ha visto disputare sei delle otto gare della rassegna iridata a bordo di Volkswagen ID.4 e ID.3. Nelle prime quattro è stato accompagnato da Francesca Olivoni, con la quale ha centrato un terzo posto nel rally di Český Krumlov. Le ultime due gare lo hanno visto in coppia con il polacco Artur Prusak con il quale è andato per la prima volta a punti come pilota nell'E-Rallie Monte-Carlo ed ha ottuto un nuovo terzo posto all’Ecorally delle Dolomiti. Ha concluso la stagione al quinto posto della classifica mondiale tenendo aperta fino all’ultima gara il campionato costruttori, nel quale Volkswagen si è classificata seconda.
Nel 2022 Guerrini e Prusak hanno a disposizione per l'intera stagione una Kia eNiro in collaborazione con Team Autotest Motorsport. Centrano la vittoria al Mahle Eco Rally di Nova Gorica e all'EcoDolomites GT di Fiera di Primiero, oltre ad altri quattro podi nel Czech New Energies Rallye, nell'Oeiras Eco Rally Portugal, nell'Eco Rallye Bilbao-Petronor e nell'E-Rallye Monte-Carlo. I due chiudono la stagione al secondo posto in classifica generale, a tre punti dai baschi Eneko Conde e Lukas Sergnese.
Nel 2023 lo stesso equipaggio vince la prima e l’ultima gara della stagione (Östersund Winter Eco Rally ed EcoDolomites GT), centra il secondo posto nell'E-Rallye Monte-Carlo e sfiora il titolo mondiale, conquistato per un solo punto dalla coppia ceca formata da Michal Žďárský e Jakub Nábělek.
Nel 2024 Guerrini e Prusak vincono Östersund Winter Eco Rally, Azores Eco Rallye, E-Rallye du Chablais ed EcoDolomites GT e ottengono altri cinque podi, finendo ancora secondi in classifica generale alle spalle di Žďárský e Nábělek.. Nello stesso anno Guerrini, in coppia con Emanuele Calchetti, ha vinto su Nio ET5 l'EcoRally Cup China conquistando tre delle cinque prove e la classifica finale del Greater Huangshan International Ecorally disputato nella provincia dell'Anhui.

## Viaggi

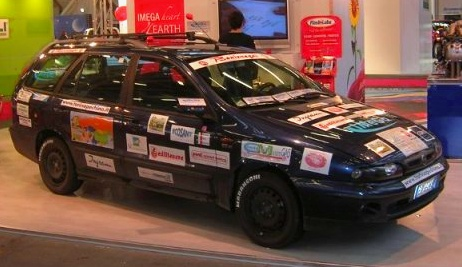
La Fiat Marea della Torino-Pechino al Motor Show 2008 a Bologna.

Guerrini è stato protagonista nel 2008 di un viaggio dall'Europa alla Cina svolto interamente con combustibile alternativo (gpl). Il progetto, chiamato Torino-Pechino, la macchina della pace, ha portato Guido Guerrini e Andrea Gnaldi Coleschi a coprire 25.852 chilometri a bordo di una FIAT Marea 1.6 16V del 1999, da Torino, sede dei Giochi olimpici invernali 2006, a Pechino, sede dei Giochi olimpici estivi 2008, e ritorno.
Il viaggio, raccontato nel libro Aregolavanti, è iniziato il 6 luglio 2008 ed è stato concluso il 21 settembre dopo l'attraversamento di diciassette Paesi, effettuato utilizzando gpl per il 95% del tragitto.
Nel libro del 2011 Via Stalingrado è invece descritto il viaggio compiuto tra gennaio e febbraio dello stesso anno da Roma a Volgograd a bordo di un pick-up Gonow alimentato anch'esso a gpl, durante il quale sono state attraversate con temperature proibitive Europa orientale, Moldavia, Transnistria, Ucraina.
Tra i numerosi altri viaggi in auto compiuti da Guerrini si segnala il raggiungimento degli estremi del continente (Capo Nord, Istanbul, Gibilterra), la spedizione del 2010 sul Mar Caspio, attraversando le repubbliche caucasiche, un nuovo viaggio a Volgograd tra dicembre 2013 e gennaio 2014 su Iveco Daily con impianto misto metano-gasolio, la Arezzo-Černobyl' su Peugeot Expert a metano nell'inverno successivo e la Milano-Astana nel 2016 con Seat Altea a gpl.
Nel giugno 2018, in occasione del decennale della prima "Torino-Pechino", ha invece dato il via ad un analogo progetto, stavolta a bordo di una Toyota Hilux alimentata a gasolio-metano. Il viaggio, presentato a Bruxelles presso il Parlamento europeo, è stato preceduto da un prologo dall'estremo occidentale dell'Europa, Cabo da Roca. Il raid automobilistico si è concluso dopo quasi quattro mesi e dopo aver percorso circa 41 000 chilometri in ventisei paesi del continente euroasiatico. L'avventura è raccontata nel libro Eurasia, pubblicato nel dicembre del 2018.
Nell’estate 2021 ha avviato il progetto Milano-Cortina-Tokyo Ripartiamo insieme in occasione delle Olimpiadi 2020 rinviate di un anno, con l'obiettivo di mettere in comunicazione le città italiane che ospiteranno i Giochi olimpici 2026 con la capitale del Giappone. Con le difficoltà organizzative caratterizzate dalla burocrazia di ogni singolo Stato in tempo di pandemia da Covid-19, il viaggio ha visto Guerrini alla guida di una Toyota C-HR ibrida-gas naturale. Per la prima volta un veicolo di questo genere ha percorso un viaggio di oltre 30.000 chilometri rifornendosi di biometano e metano nell’80% del percorso. Guerrini è stato affiancato per gran parte del viaggio da Domenico Raguseo. La spedizione è stata punto di riferimento anche per il vespista italiano Fabio Cofferati impegnato nella ripetizione del viaggio in Vespa di Roberto Patrignani che nel 1964 si recò a Tokyo con un veicolo Piaggio in occasione della prima olimpiade giapponese. Parte dell’avventura di Guerrini e Raguseo è raccontata nel libro Ancora in Vespa da Milano a Tokyo, scritto da Fabio Cofferati e pubblicato nel febbraio del 2022.
Nel 2022 ha realizzato con Fabio Cofferati il Bio CNG European Tour, raggiungendo Capo Nord a bordo di una Seat Leon che nella tratta da Sansepolcro al Circolo polare artico e ritorno è stata alimentata esclusivamente a biometano.

## Attività politica
Guerrini ha ricoperto per sei volte la carica di Consigliere comunale a Sansepolcro. Per quasi due anni, dal giugno 2004 al febbraio 2006, è stato Presidente del Consiglio comunale della stessa città.

## Risultati nella FIA AEC

### Pilota
| Stagione | Auto                            | Navigatori                                                  | Gare | Vitt. | Podi | Punti | Class. |
| -------- | ------------------------------- | ----------------------------------------------------------- | ---- | ----- | ---- | ----- | ------ |
| 2009     | Fiat Marea                      | Andrea Gnaldi Coleschi                                      | 1    | 0     | 0    | 5     | 20º    |
| 2010     | Citroën C1 Citroën C5           | Andrea Gnaldi Coleschi Emanuele Calchetti                   | 7    | 0     | 2    | 31    | 5º     |
| 2011     | Alfa Romeo Mito                 | Andrea Gnaldi Coleschi Emanuele Calchetti Leonardo Burchini | 7    | 0     | 4    | 66    | 2º     |
| 2012     | Alfa Romeo Mito                 | Emanuele Calchetti Leonardo Burchini                        | 8    | 1     | 5    | 74    | 2º     |
| 2013     | Alfa Romeo Mito                 | Francesca Olivoni Isabelle Barciulli Emanuele Calchetti     | 6    | 0     | 4    | 69    | 2º     |
| 2014     | Alfa Romeo Mito                 | Isabelle Barciulli                                          | 5    | 0     | 4    | 62    | 2º     |
| 2016     | Abarth 500                      | Francesca Olivoni                                           | 1    | 0     | 0    | 10    | 9º     |
| 2019     | Audi e-tron                     | Emanuele Calchetti                                          | 12   | 1     | 7    | 95,5  | 3º     |
| 2020     | Volkswagen eGolf                | Francesca Olivoni                                           | 2    | 0     | 2    | 45    | 2º     |
| 2021     | Volkswagen ID.4 Volkswagen ID.3 | Francesca Olivoni Artur Prusak                              | 6    | 0     | 2    | 46,5  | 5º     |
| 2022     | Kia eNiro                       | Artur Prusak                                                | 7    | 2     | 6    | 105,5 | 2º     |
| 2023     | Kia eNiro                       | Artur Prusak                                                | 8    | 2     | 4    | 80    | 2º     |
| 2024     | Kia eNiro                       | Artur Prusak                                                | 12   | 4     | 9    | 140,5 | 2º     |
| 2025     | Kia eNiro                       | Artur Prusak                                                | 5    | 3     | 5    | 67    | 1º     |
| Totale   | Totale                          | Totale                                                      | 87   | 13    | 52   | 897   | -      |

### Co-pilota
| Stagione | Auto                      | Piloti                                                           | Gare | Vitt. | Podi | Punti | Class. |
| -------- | ------------------------- | ---------------------------------------------------------------- | ---- | ----- | ---- | ----- | ------ |
| 2015     | Abarth 500                | Nicola Ventura                                                   | 6    | 2     | 5    | 76    | 2º     |
| 2016     | Renault Zoe               | Nicola Ventura                                                   | 3    | 3     | 3    | 30    | 1º     |
| 2017     | Nissan Leaf Hyundai Ioniq | Nicola Ventura Vincenzo Di Bella Artur Prusak Svetoslav Dojčinov | 6    | 3     | 4    | 38    | 1º     |
| 2018     | Nissan Leaf Renault Zoe   | Artur Prusak                                                     | 2    | 0     | 1    | 8     | 11º    |
| Totale   | Totale                    | Totale                                                           | 17   | 8     | 13   | 152   | -      |

## Pubblicazioni
- Andrea Gnaldi Coleschi, Guido Guerrini, Nicola Dini, Aregolavanti, Città di Castello, 2008,  p. 160.
- Emanuele Calchetti, Guido Guerrini, Via Stalingrado, Città di Castello, Petruzzi Editore, 2011,  p. 216, ISBN 978-88-89797-31-0.
- Guido Guerrini, Eurasia. Dall'Atlantico al Pacifico con il gas naturale, Sansepolcro, 2018, ISBN 978-88-94407-60-0.